# هانس هوبر (ملحن)
هانس هوبر هو ملحن وعازف بيانو سويسري، ولد في 28 يونيو 1852 في Eppenberg-Wöschnau ‏ في سويسرا، وتوفي في 25 ديسمبر 1921 في لوكارنو في سويسرا.

## وصلات خارجية
- هانس هوبر على موقع ميوزك برينز (الإنجليزية)
- هانس هوبر على موقع ديسكوغز (الإنجليزية)